# Placogorgia japonica
Placogorgia japonica is een zachte koraalsoort uit de familie Plexauridae. De koraalsoort komt uit het geslacht Placogorgia. Placogorgia japonica werd in 1912 voor het eerst wetenschappelijk beschreven door Nutting. 